# Rafael Berruezo
Rafael Alfonso Berruezo Macías (Mendoza, Argentina, 10 de agosto de 1918-Valparaíso, Chile, 9 de septiembre de 1997) fue un futbolista argentino nacionalizado chileno. Desarrolló la mayoría de su carrera profesional en Santiago Wanderers.

## Trayectoria
Comenzó a jugar fútbol en su barrio Patricias Mendocinas. Ingresó a las divisiones inferiores de Pacífico, en donde debutó en el primer equipo como mediocampista. Pasó luego a Gimnasia de Mendoza.
En medio de la preparación de la gira de Santiago Wanderers por la costa del Pacífico firmó por el cuadro porteño. Viajó a Chile, pero el centro half titular de Gimnasia de Mendoza se lesionó, por lo que tuvo que volver a Argentina.
Volvió a Valparaíso, pero la gira del «Wanderers Viajero» ya había comenzado. Se quedó entonces con el cuadro que actuó en las ligas locales, y alcanzó la titularidad luego de un buen desempeño en un cuadrangular amistoso frente a Administración del Puerto, Audax Italiano y Badminton. Estuvo en el Decano hasta el año 1949, y luego tuvo una aparición en La Cruz, en el torneo de Ascenso de 1954.

## Clubes
| Club                | País      | Año       |
| ------------------- | --------- | --------- |
| Pacífico            | Argentina | 1935-1936 |
| Gimnasia de Mendoza | Argentina | 1937-1940 |
| Santiago Wanderers  | Chile     | 1940-1949 |
| La Cruz             | Chile     | 1954      |

## Palmarés

### Campeonatos locales
| Título                                   | Club               | País  | Año  |
| ---------------------------------------- | ------------------ | ----- | ---- |
| Asociación Porteña de Fútbol Profesional | Santiago Wanderers | Chile | 1941 |
| Asociación Porteña de Fútbol Profesional | Santiago Wanderers | Chile | 1942 |